# Richard Bartmuss
Richard Bartmuss, född 23 december 1859 och död 25 december 1910, var en tysk kyrkomusiker.

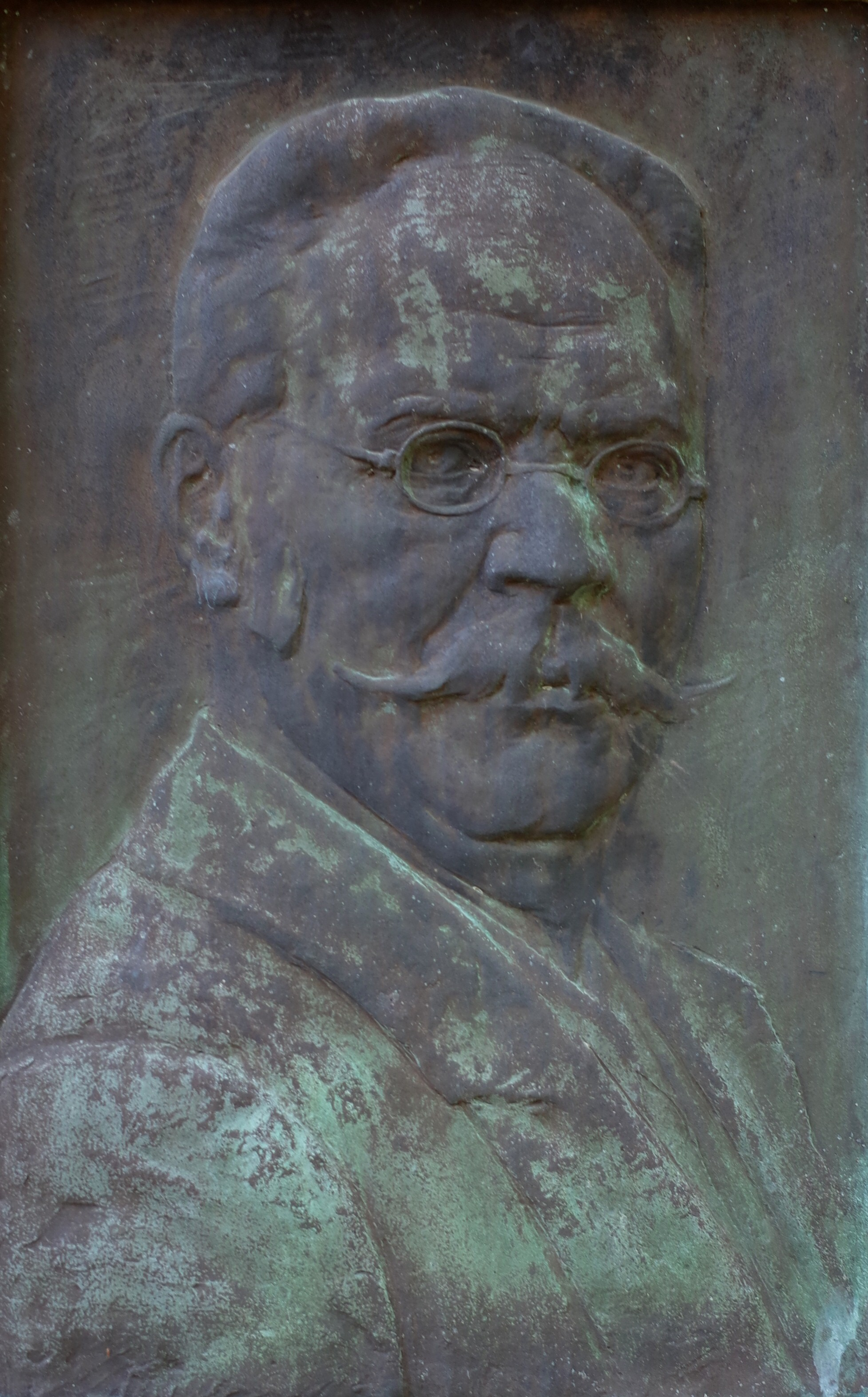

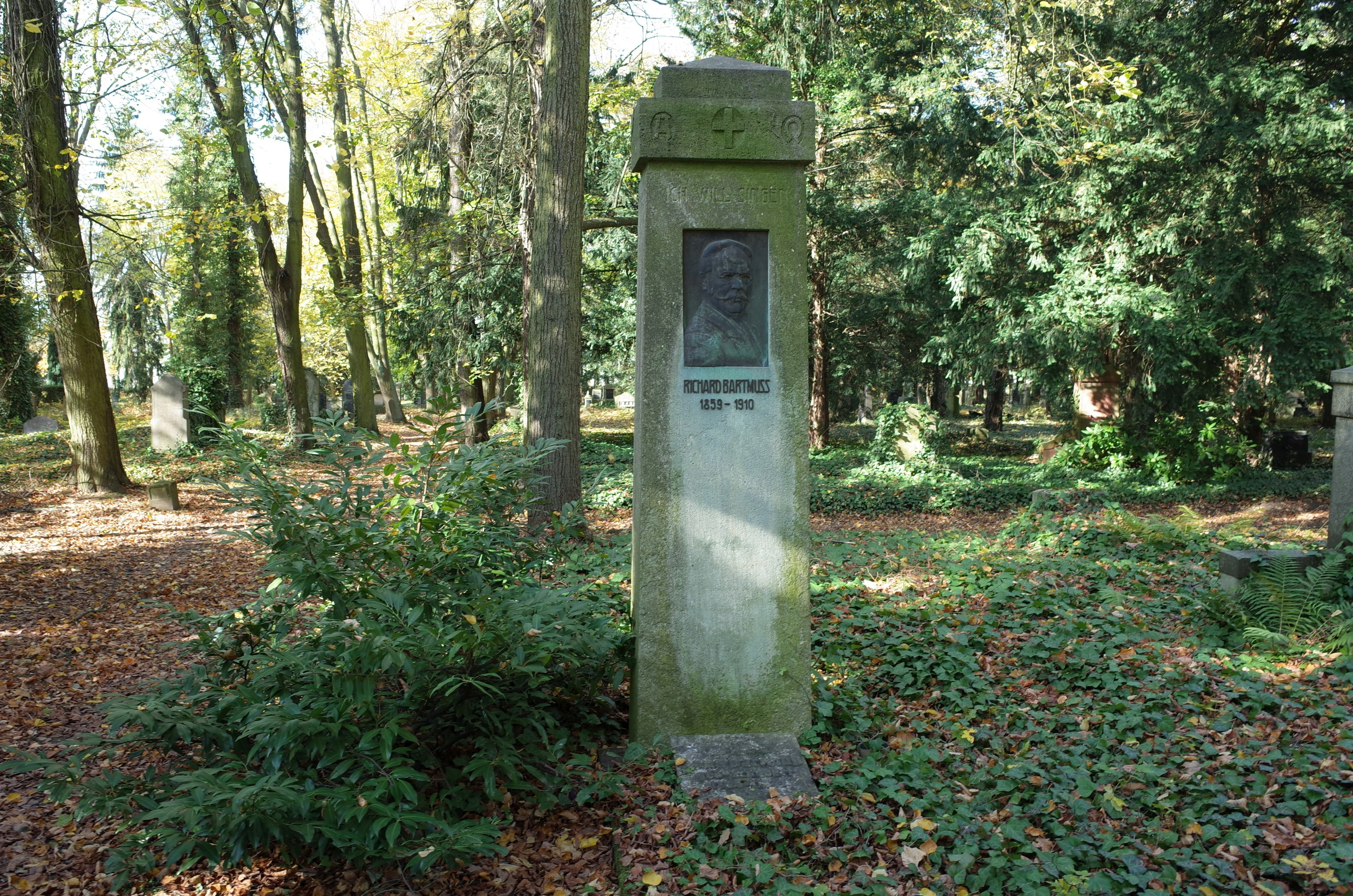

Bartmuss var elev vid Institutet för kyrkomusik och Akademins kompositionsskola i Berlin, och blev senare organist i Dessau. Genom att anordna liturgische Vespern verkade Bartmuss för en musikalisk nydaning av den evangeliska gudstjänsten. Han var särskilt framstående som improvisatör på orgel och skapade kompositioner för orgel liksom både andlig och världslig vokalmusik.